# Каст (Новая Зеландия)
Ка́ст (англ. Cust) — село на Южном острове Новой Зеландии, расположенное в северной части региона Кентербери в составе округа Уаимакарири.

## Описание
Каст находится в 16 км к востоку от Оксфорда и в 17 км к западу от Рангиоры.
По данным переписи 2006 года население Каста составляло 426 человек, и увеличилось на 30 человек с 2001 года.
Село названо по имени сэра Эдварда Каста (англ. Edward Cust), члена Кентерберийской ассоциации, организовавшей европейское поселение в Новой Зеландии в 1850 году. Ранее поселение называлось Моэраки-Даунс (англ. Moeraki Downs) и Миддлтон-на-Касте (англ. Middleton-on-the-Cust).
В Касте есть несколько магазинов, которые привлекают внимание туристов. В одном из них представлен большой выбор декоративно-прикладного искусства, в том числе домотканые изделия, трикотажные изделия, мохер и растения. В садах и питомниках Каста растут тысячи роз разных сортов, в том числе вьющиеся, садовые и миниатюрные.
Гостиница в Касте была построена в 1850-е годы и стала излюбленным местом отдыха для перевозчиков леса, доставлявших древесину в Оксфорд и Рангиору. По воскресеньям работает музей Каста, в котором наглядно продемонстрировано развитие села. В Касте туристы могут посетить два виноградника и поучаствовать в конной прогулке.

## Образование
В Касте действует начальная школа, в которой учатся мальчики и девочки с первого по восьмой классы. В школе занимаются 138 учеников.

## Гонки на мотоциклах
На протяжении более чем 20 лет, с 1936 по 1963 годы, дорога с твёрдым покрытием для кольцевых гонок в Касте использовалась для проведения Гран-при Новой Зеландии по гонкам на мотоциклах. Последняя гонка 1963 года собрала около 25 000 зрителей. В настоящее время в музее Каста открыта экспозиция, посвящённая гонкам на мотоциклах.